# 熊谷善彰
熊谷 善彰（くまがい よしあき、1968年 - ）は、日本の経済学者。早稲田大学総合科学学術院・教育学部准教授。商学修士、理学修士（慶應義塾大学）。

## 略歴
1984年 - 慶応義塾普通部卒業。1991年に慶應義塾大学理工学部を卒業し、1993年 - 慶應義塾大学大学院理工学研究科修士課程修了。1998年、慶應義塾大学大学院商学研究科博士課程単位取得退学。慶應義塾大学産業研究所を経て、現在、早稲田大学総合科学学術院・教育学部の准教授。
専門分野は、金融・ファイナンス。主に、金融市場、金融工学、経済物理学を研究している。
所属学会は、しごと能力研究学会、日本FP学会、日本OR学会、日本応用数理学会、日本統計学会、日本ファイナンス学会、日本経済学会、日本リアルオプション学会。

## 著書
- 「先物・オプション市場の計量分析　慶應義塾大学産業研究所叢書」（共著、慶應義塾大学出版会、1997年1月1日）
- 「金融時系列データのフラクタル分析」（熊谷 善彰 (著)、多賀出版、2002年7月1日)
- 「実践的ペアトレーディングの理論（ウィザードブックシリーズ）」（ガナパシ・ビディヤマーヒー (著)、担当監訳、パンローリング、2006年11月8日)
- 「秘密の国 オフショア市場」（ウィリアム・ブリテェィン・キャトリン (著)、担当共訳、東洋経済新報社、2007年12月1日)
- 「コンパクト経済学ライブラリ コンパクト金融論」（熊谷 善彰 (著)、新世社、2010年3月1日）
- 「統計学の7原則 : 人びとが築いた知恵の支柱」（スティーブン・M・スティグラー (著)、担当共訳、パンローリング、2017年1月）